# März 2017
Portal Geschichte | Portal Biografien | Aktuelle Ereignisse | Jahreskalender | Tagesartikel

◄ |
20. Jahrhundert |
21. Jahrhundert

◄ |
1980er |
1990er |
2000er |
2010er
| 2020er | 2030er | 2040er

◄ |
2013 |
2014 |
2015 |
2016 |
2017
| 2018 | 2019 | 2020 | 2021 | ►

◄ |
Dezember 2016 |
Januar 2017 |
Februar 2017 |
März 2017 |
April 2017 |
Mai 2017 |
Juni 2017 |
►
Dieser Artikel behandelt tagesbezogene Nachrichten und Ereignisse im März 2017.

## Tagesgeschehen

### Mittwoch, 1. März 2017
- Dublin/Irland: Regierungschef Enda Kenny erkennt die Irish Travellers als letzte der „Pavees“-Gruppen in Irland als ethnische Minderheit an.[1]
- Helsinki/Finnland: Das im Jahr 2014 vom Parlament beschlossene Gesetz zur Legalisierung der gleichgeschlechtlichen Ehe tritt nach jahrelangen juristischen Auseinandersetzungen in Kraft.[2]
- Islamabad/Pakistan: Gipfeltreffen der Organisation für wirtschaftliche Zusammenarbeit (ECO).
- Kabul/Afghanistan: Bei Anschlägen der radikalislamischen Taliban auf eine Polizeistation im Südwesten und ein Gebäude des Inlandgeheimdienstes NDS im Osten der Hauptstadt werden mindestens drei Menschen getötet worden und 38 weitere zum Teil schwer verletzt.[3]
- London/Vereinigtes Königreich: Das Oberhaus des Parlaments besteht darauf, dass die rund drei Millionen im Land lebenden Staatsbürger von Mitgliedstaaten der Europäischen Union (EU) ihre aktuellen Rechte behalten. In dem EU-Mitgliedschaftsreferendum votierten die Bürger entscheidend für den Austritt aus der EU, weil die Einwanderung aus EU-Staaten ins Vereinigte Königreich als Nachteil der EU-Mitgliedschaft des eigenen Landes („Take back control of our borders“, deutsch „Gewinnt die Kontrolle über unsere Grenzen zurück“) identifiziert wurde.[4]

### Donnerstag, 2. März 2017
- Belfast/Vereinigtes Königreich: Bei der vorgezogenen Neuwahl zur Nordirland-Versammlung bleibt die unionistische Democratic Unionist Party (DUP) knapp vor der republikanischen Partei Sinn Féin stärkste Kraft. Beide erhalten ungefähr 28 % der Wählerstimmen.[5]
- Gaggenau/Deutschland: Die Stadtverwaltung verbietet aus Sicherheitsgründen den geplanten Auftritt des Justizministers der Türkei Bekir Bozdağ (AKP) in der örtlichen Kulturhalle.[6]
- Leipzig/Deutschland: Das Bundesverwaltungsgericht entscheidet, dass Todkranke in schwerwiegenden Ausnahmefällen Suizid durch Vergiftung begehen dürfen. Mediziner müssen die betreffende Arznei in diesen Fällen nach Prüfung durch das Bundesinstitut für Arzneimittel und Medizinprodukte aufgrund des allgemeinen Persönlichkeitsrechts zur Verfügung stellen.[7]
- Palmyra/Syrien: Nach Angaben des russischen Verteidigungsministers Sergei Schoigu und der SOHR haben die Streitkräfte Syriens die von der Terrororganisation Islamischer Staat (IS) gehaltene Welterbe-Stadt erneut vollständig zurückerobert.[8]
- Stockholm/Schweden: Im Radio verkündet der Verteidigungsminister Schwedens Peter Hultqvist die Wiedereinführung der seit 2010 ausgesetzten Wehrpflicht. Die Musterungspflicht gilt ab 1. Juli für alle im Jahr 1999 und einen Teil der im Jahr 2000 Geborenen und betrifft somit rund 100.000 Bürger. Letztlich werden aber nur 13.000 zur Musterung einberufen, von denen 4.000 ab 2018 den Wehrdienst ableisten sollen. Hintergrund sind Befürchtungen über eine zunehmende Bedrohung durch Russland angesichts der Krim-Annexion, des Ukrainekriegs sowie russischer Militärübungen an der Grenze zum Baltikum.[9][10][11][12]

### Freitag, 3. März 2017
- Ankara/Türkei: Präsident Recep Tayyip Erdoğan bezeichnet den u. a. für die Zeitung Die Welt tätigen Journalisten Deniz Yücel, der die türkische und die deutsche Staatsbürgerschaft besitzt und seit vier Tagen in Haft ist, als Agenten der Bundesrepublik. Umgekehrt zitierte die Zeitung Tages-Anzeiger den Publizisten Erich Schmidt-Eenboom 2016 mit den Worten: „Auf 500 Deutschtürken (in Deutschland) kommt ein türkischer Agent.“[13][14]
- New York/Vereinigte Staaten: Die Erben der ehemaligen jüdischen Eigentümerfamilie Lewenstein fordern vom Münchner Museum Lenbachhaus das Kandinsky-Gemälde „Das bunte Leben“ zurück. Das dort seit über 40 Jahren ausgestellte Bild sei den rechtmäßigen Besitzern 1940 in Amsterdam wider internationalen Rechts entwendet worden und kam 1972 in den Besitz der Bayerischen Landesbank, zitiert die New York Times aus der Klage, die bei einem New Yorker Gericht in Manhattan eingereicht wurde.[15]
- Tuam/Irland: Eine Untersuchungskommission zu Mutter-und-Kind-Heimen gibt die Ergebnisse zur Entdeckung eines Massengrabs mit den sterblichen Überresten von rund 800 Kindern in dem von 1925 bis 1961 betriebenen St. Mary’s Mother and Baby Home der Congregation of the Sisters of Bon Secours bekannt. Bei den bislang untersuchten Knochenfunden in 17 von 20 unterirdischen Kammern handelt es sich um Föten und Kinder im Alter von zwei bis drei Jahren.[16]
- Die Nintendo Switch erscheint in unter anderem Europa, Japan und den USA mit großem Erfolg.

### Samstag, 4. März 2017
- Amman/Jordanien: In der Strafanstalt Suaga im Süden der Hauptstadt werden 15 Todesurteile vollstreckt. Zehn der Verurteilten sind laut Informationsminister Mahmud al-Momani der Mitgliedschaft in der Irbid-Terrorzelle überführt und werden für mehrere Angriffe verantwortlich gemacht.[17]
- Hamburg/Deutschland: Dieter Thomas Heck wird für sein Lebenswerk mit der Goldenen Kamera ausgezeichnet.[18]
- Ras Lanuf/Libyen: Die salafistischen Verteidigungsbrigaden Bengasis, zu der auch die Miliz Ansar al-Scharia gehört, bringen in schweren Gefechten mit den libyschen Streitkräften des Generals Chalifa Haftar den größten Ölverladeterminal in as-Sidr und die größte Erdölraffinerie in Ras Lanuf sowie den Flugplatz Ras Lanuf teilweise unter ihre Kontrolle. Luftangriffe sollen den Vormarsch stoppen.[19][20]
- Yozgat/Türkei: Der Justizminister der Türkei Bekir Bozdağ (AKP) wirft Deutschland vor, die Menschenrechte „mit Füßen zu treten“, und bezeichnet die Absage seines Auftritts in Gaggenau am 2. März als faschistisches Vorgehen.[21]

### Sonntag, 5. März 2017

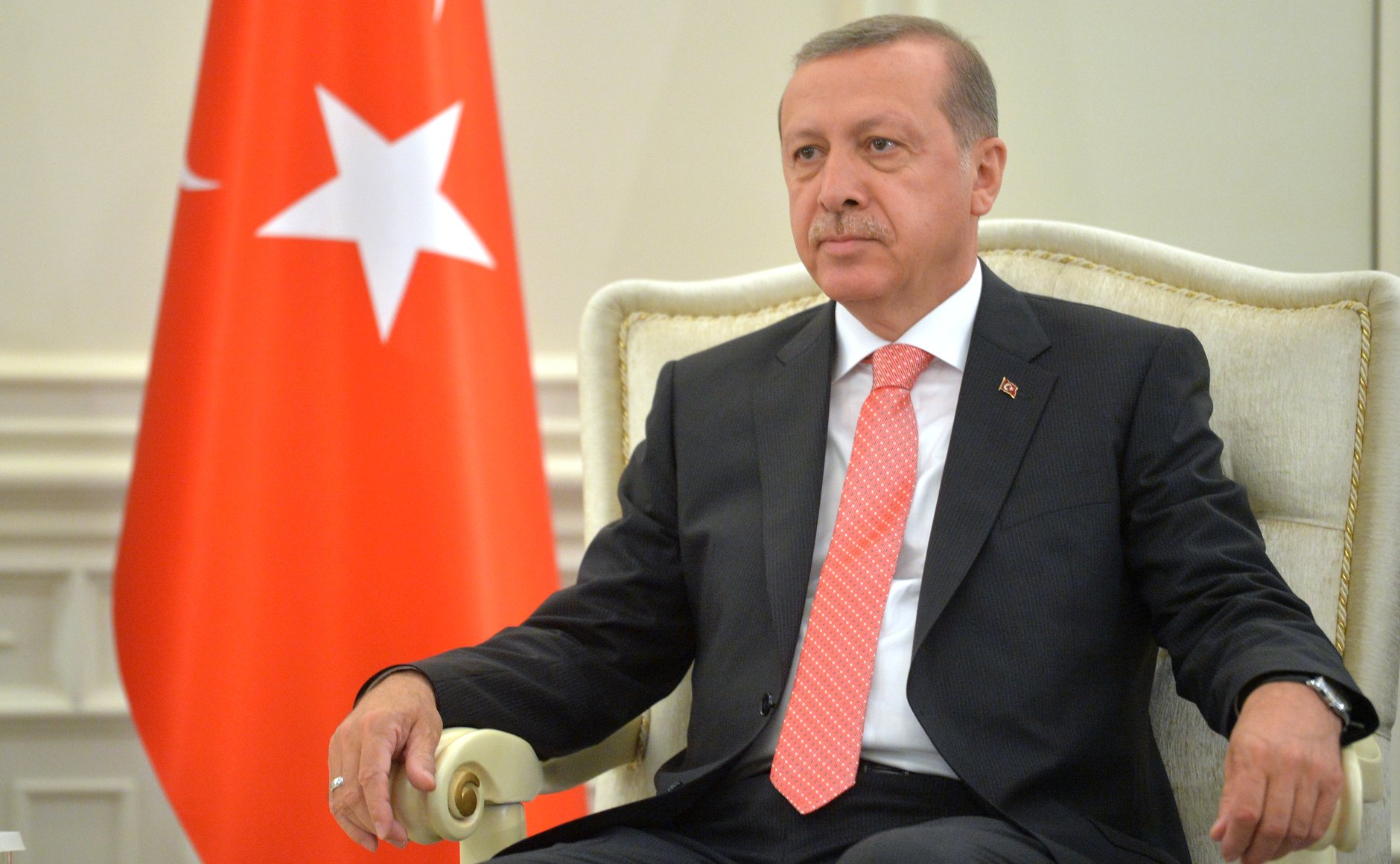
Recep Tayyip Erdoğan

- Istanbul/Türkei: In einer Rede vor der proislamischen Frauenvereinigung Kadem zum Internationalen Frauentag am 8. März präzisiert Präsident Recep Tayyip Erdoğan die Einschätzung der türkischen Regierung bezüglich der abgesagten Veranstaltungen mit türkischen Ministern in Deutschland. In seinen Augen wenden die deutschen Behörden Praktiken an, die der Vorgehensweise der Nationalsozialistischen Deutschen Arbeiterpartei (NSDAP) entsprechen. Er habe gedacht, diese Zeiten seien in Deutschland vorbei.[22]
- Peking/China: Die elftägige Jahrestagung des Nationalen Volkskongresses mit 2.987 Delegierten beginnt. Ministerpräsident Li Keqiang gibt als Planvorgabe für das Land ein Wirtschaftswachstum von 6,5 % vor und kündigt den Anstieg des Rüstungsetats um 7 % an.[23][24]
- P'yŏngan-pukto/Nordkorea: Bei neuerlichen Raketentests in Sohae erreicht Nordkorea erstmals die japanische ausschließliche Wirtschaftszone, auch 200-Meilen-Zone genannt, im Japanischen Meer.[25]
- Sitten/Schweiz: Bei den Staatsrats- und Grossratswahlen im Kanton Wallis erreicht keiner der Kandidaten die absolute Mehrheit, der zweite Wahlgang folgt am 19. März.[26]

### Montag, 6. März 2017

Markenlogo von Vauxhall

- Paris/Frankreich: Der französische Kraftfahrzeughersteller Groupe PSA gibt bekannt, sich mit dem US-amerikanischen Automobilkonzern General Motors auf die Übernahme von dessen Europasparte geeinigt zu haben. Damit wechseln die Marken Opel und Vauxhall nach Angaben der französischen Wirtschaftszeitung Les Échos für mindestens 1,6 Milliarden Euro zum zweitgrößten europäischen Autobauer. PSA selbst gibt für den Kauf 2,2 Milliarden Euro an.[27][28]
- Washington, D.C./Vereinigte Staaten: US-Präsident Donald Trump erlässt Executive Order 13780 zur Regulierung der Einreise in die Vereinigten Staaten aus mehrheitlich muslimischen Ländern, von dem der Irak im Gegensatz zu Trumps Dekret im Januar – das ähnlich, aber nicht verfassungskonform war – dieses Mal ausgeschlossen ist.[29]

### Dienstag, 7. März 2017

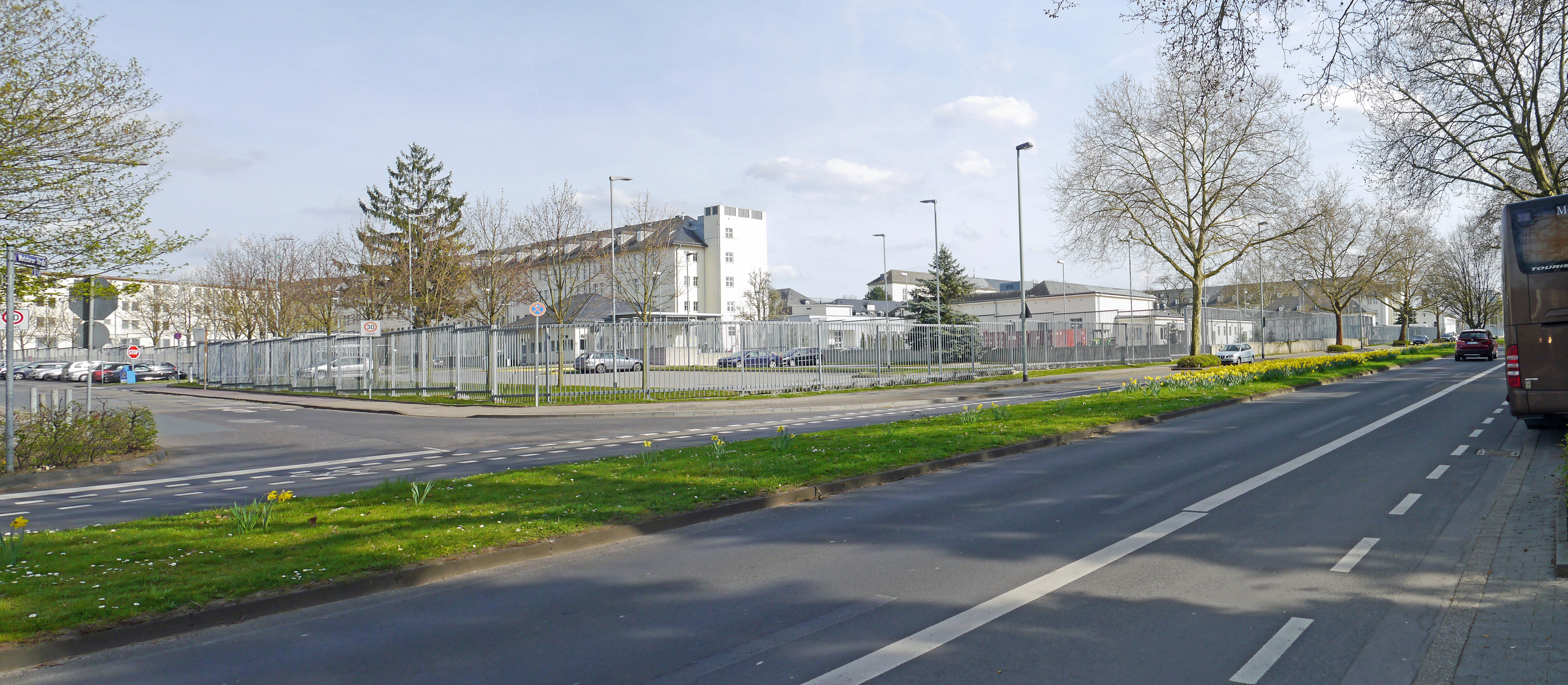
Das Generalkonsulat der Vereinigten Staaten in Frankfurt am Main

- Berlin/Deutschland: Erstmals nimmt die Bundeswehr im Inland gemeinsam mit den Polizeibehörden des Bundes und der Länder an einer dreitägigen Stabsrahmenübung für den Ernstfall eines Terroranschlags teil. Das Übungsszenario „GETEX“ („Gemeinsame Terrorismusabwehr-Exercise“) wurde vom Bundesamt für Bevölkerungsschutz und Katastrophenhilfe entworfen und geht von zwei Terroranschlägen auf Schulen in Bremen, einem Sprengstoffanschlag auf einen Bahnhof und eine Geiselnahme eines Linienbusses in Bayern, einer Bombenexplosion auf dem Flughafen Düsseldorf und einem Anschlag auf ein Konsulat in Stuttgart aus. Insgesamt sind rund 450 Bundeswehr-Soldaten beteiligt.[30][31]
- Budapest/Ungarn: Alle Asylbewerber, die die ungarische Grenze passieren, werden in Zukunft auf Beschluss des Parlaments für die Dauer des Asylverfahrens in abgeriegelten, „Transitzonen“ genannten Lagern untergebracht.[32]
- Palikir/Mikronesien: Parlamentswahlen[33]
- Reykjavík/Island: Die Internetplattform WikiLeaks beginnt mit der Veröffentlichung von „Vault 7“ (deutsch Tresorraum 7), einer detaillierten Dokumentensammlung, in der die Aktivitäten des US-amerikanischen Geheimdiensts CIA im Cyberkrieg und bei der elektronischen Observierung enthüllt werden. Als ein wesentlicher Operationsort wird das US-Generalkonsulat in Frankfurt am Main enttarnt. Die WikiLeaks-Angaben weisen zudem auf schwere Sicherheitsmängel in Android, Windows und in der UEFI-Firmware-Schnittstelle von Mainboards hin.[34]

### Mittwoch, 8. März 2017

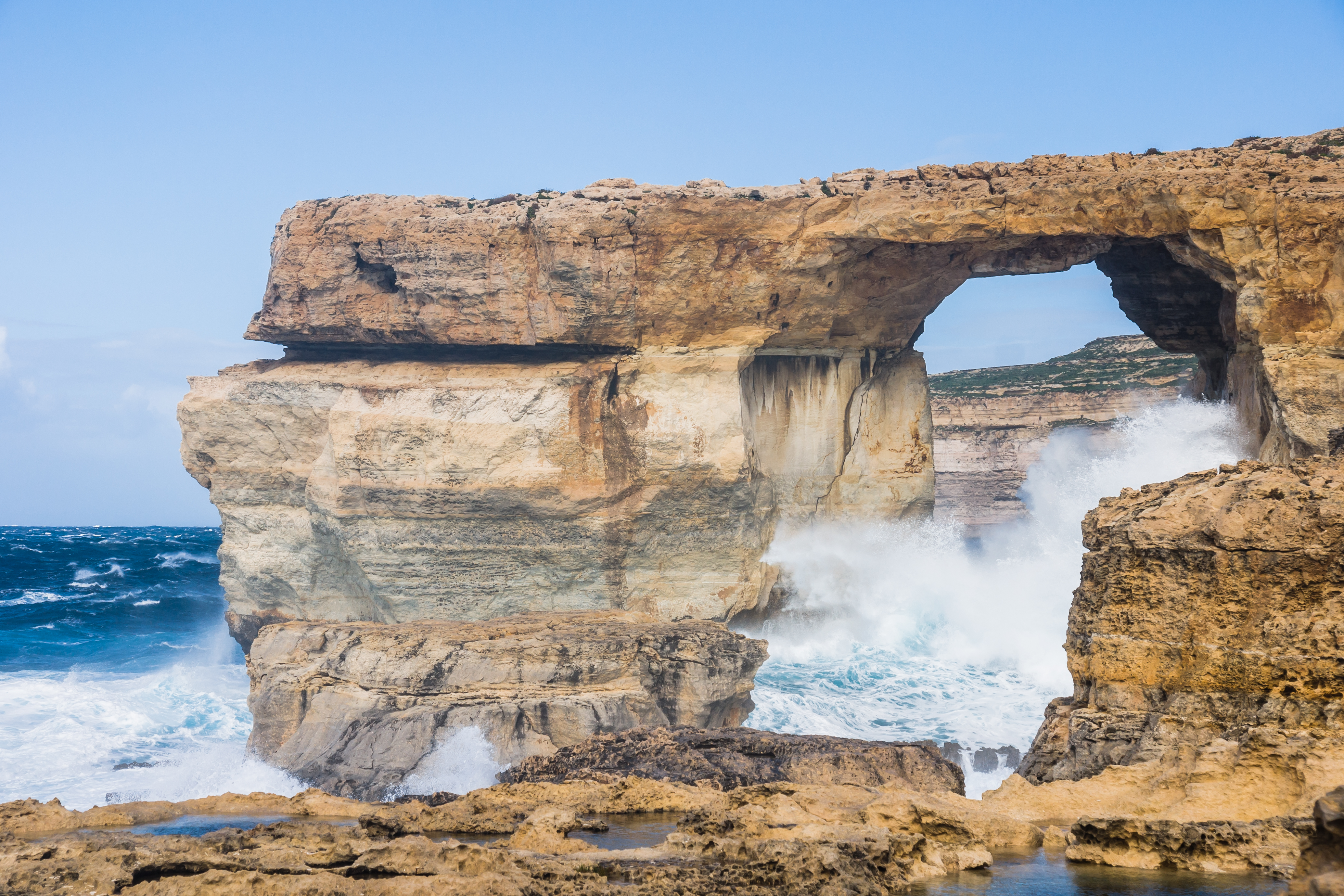
Azure Window

- Gozo/Malta: Das berühmte Steintor Azure Window, eine der Hauptattraktionen der Insel, stürzt unter heftigen Winden ein.[35]
- Kabul/Afghanistan: Vier bewaffnete Kämpfer in Arztkitteln und ein Selbstmordattentäter greifen das Sardar-Mohammad-Daud-Khan-Militärkrankenhaus im Viertel Wasir Akbar Khan in der stark gesicherten Innenstadt an. Der Attentäter sprengt sich an der Sicherheitsschleuse in die Luft und die Bewaffneten töten mindestens 49 Personen im Gebäude. Die Terrororganisation Islamischer Staat bekennt sich zu der Tat.[36]
- Karlsruhe/Deutschland: Das Bundesverfassungsgericht entscheidet, dass ausländische Regierungspolitiker in amtlicher Funktion kein Rederecht in Deutschland besitzen, dieses Recht könne ihnen aber die Bundesregierung erteilen. Ein Redeverbot ist gerichtlich nicht einforderbar, auch nicht wenn Bürger besorgt sind über politische Werbung seitens beispielsweise türkischer Politiker. Damit wird eine Verfassungsbeschwerde gegen den Auftritt des türkischen Ministerpräsidenten Binali Yıldırım (AKP) am 18. Februar in Oberhausen wegen Propaganda für eine nach dem Grundgesetz demokratiefeindliche Staatsform als unzulässig abgelehnt (Az.: 2 BvR 483/17).[37]
- San José Pinula/Guatemala: Bei einem Brand im Centro público de rehabilitación Hogar Seguro Virgen de la Asunción, einem Heim für Kinder und Jugendliche, sterben mindestens 37 Menschen. Randalierende Jugendliche steckten Matratzen in Brand, nachdem sie in ihren Zimmern eingeschlossen wurden, und hatten dann keine Chance, vor dem Feuer zu fliehen.[38]
- Tikrit/Irak: Zwei Selbstmordattentäter sprengen sich auf eine Hochzeitsgesellschaft in Hajjaj rund 30 km nördlich von Tikrit in die Luft und töten dabei 26 Menschen und verletzten weitere 67.[39]

### Donnerstag, 9. März 2017

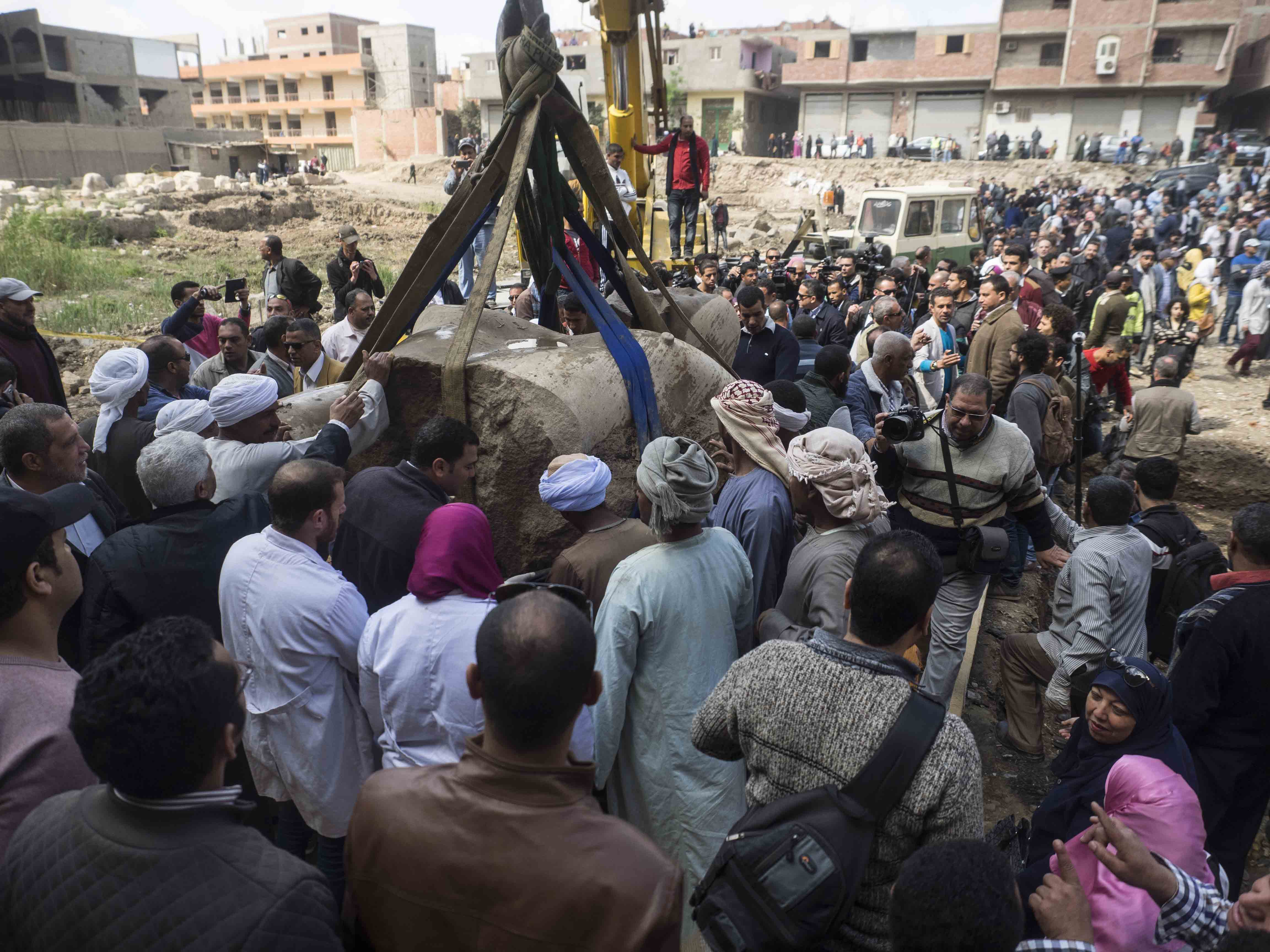
Evakuierung der Herrscherstatue in Kairo

- ar-Raqqa/Syrien: Bei Luftangriffen der von den Vereinigten Staaten geführten Internationalen Allianz gegen den Islamischen Staat werden nach Angaben der SOHR in al-Matab östlich von ar-Raqqa und in al-Mayadin mindestens 30 Menschen getötet und über 70 verletzt. Das US-Verteidigungsministerium gibt zudem die Entsendung weiterer 400 US-Marineinfanteristen nach Syrien bekannt.[40]
- Berlin/Deutschland: Die Bundesregierung und die Energiekonzerne EnBW, E.ON, RWE und Vattenfall einigen sich im Grundsatz auf die Zahlung von 23,55 Milliarden Euro der Unternehmen an den Bund, der ihnen im Gegenzug die Entsorgung von radioaktiven Abfällen aus Kernreaktoren abnimmt. Darunter fällt auch die Endlagerung.[41]
- Brüssel/Belgien: Die zweitägige Frühjahrstagung des Europäischen Rates zu Themen der Wirtschaft, der Sicherheitspolitik und der Außenbeziehungen beginnt ohne die britische Premierministerin Theresa May. Gegen die Stimme Polens wird der amtierende Ratspräsident Donald Tusk aus Polen für die Zeit vom 1. Juni 2017 bis zum 30. November 2019 wiedergewählt.[42]
- Düsseldorf/Deutschland: Ein 36-jähriger Mann läuft in einem Zug der S-Bahn Rhein-Ruhr und anschließend auf dem Düsseldorf Hauptbahnhof mit einer Axt Amok. Neun Personen werden verletzt, der Täter wird auf der Flucht festgenommen.[43]
- Basel/Schweiz: Eine Schießerei in einem Café fordert zwei Todesopfer und einen Schwerverletzten. Offenbar betreten zwei Männer das Lokal gegen 20:15 Uhr und schießen mehrmals um sich.
- Kairo/Ägypten: Ein Forscherteam unter Führung von Dietrich Raue von der Universität Leipzig und Aiman Ashmawy vom ägyptischen Antikenministerium entdeckt in einer Schlammgrube auf dem Gelände von Heliopolis Fragmente einer ursprünglich etwa acht m hohen Statue aus Quarzit, die vor rund 2.600 Jahren entstand. Hieroglyphen auf der Rückseite bergen den Hinweis auf Pharao Psammetich I. Zudem wird eine Kalkstein-Büste von Sethos II. geborgen.[44][45]

### Freitag, 10. März 2017

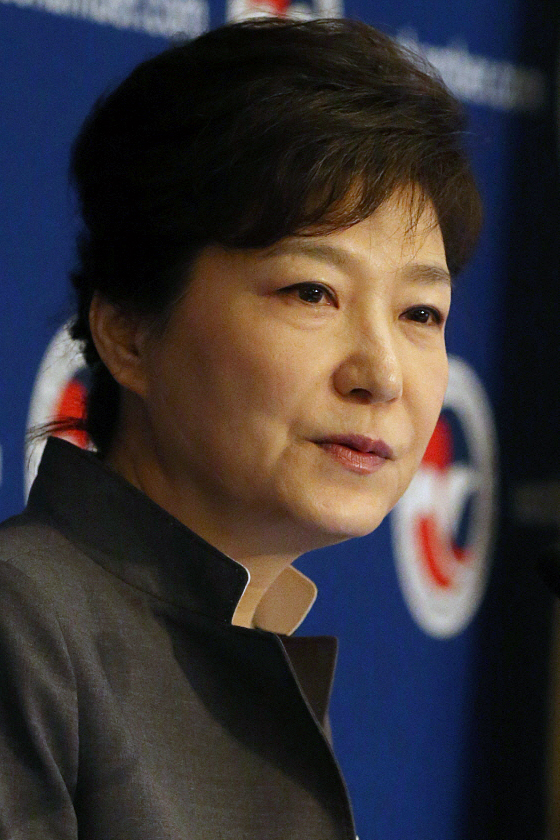
Park Geun-hye

- Istanbul/Türkei: Beim Absturz eines Hubschraubers vom Typ Sikorsky S-76 im Stadtteil Büyükçekmece sterben alle sieben Besatzungsmitglieder, darunter vier russische Staatsangehörige. Bei dichtem Nebel prallte der Hubschrauber gegen den Fernsehturm Endem.[46]
- Kathmandu/Nepal: Ein Busunglück fordert mindestens 26 Todesopfer, 36 weitere Personen werden verletzt. Der überfüllte Bus kam von einer Bergstrasse ab, rollte einen Abhang hinunter und landete in einem Fluss.
- Seoul/Südkorea: Das Verfassungsgericht enthebt die seit Dezember 2016 suspendierte Präsidentin des Landes Park Geun-hye wegen einer Korruptionsaffäre um die Firma Samsung ihres Amtes.[47]
- Wien/Österreich: Gerhard Dörfler tritt als Bundesrat der FPÖ zurück, nachdem die Staatsanwaltschaft die Anklage von Untreue in der „Broschüren-Affäre“ in Kärnten auf Mißbrauch der Amtsgewalt im Zusammenhang mit illegalem Sponsoring ausweitet.[48]

### Samstag, 11. März 2017

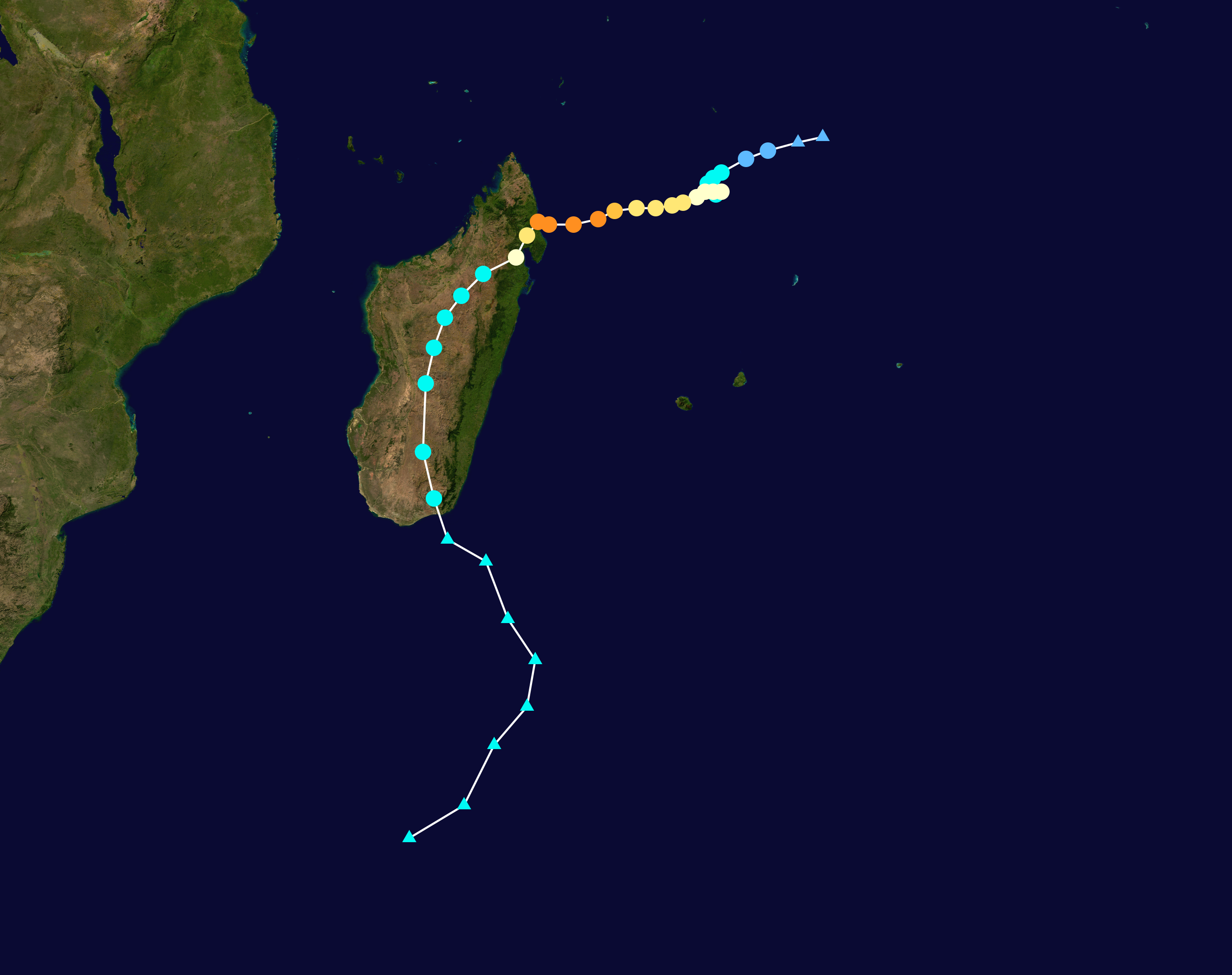
Route des Zyklons Enawo

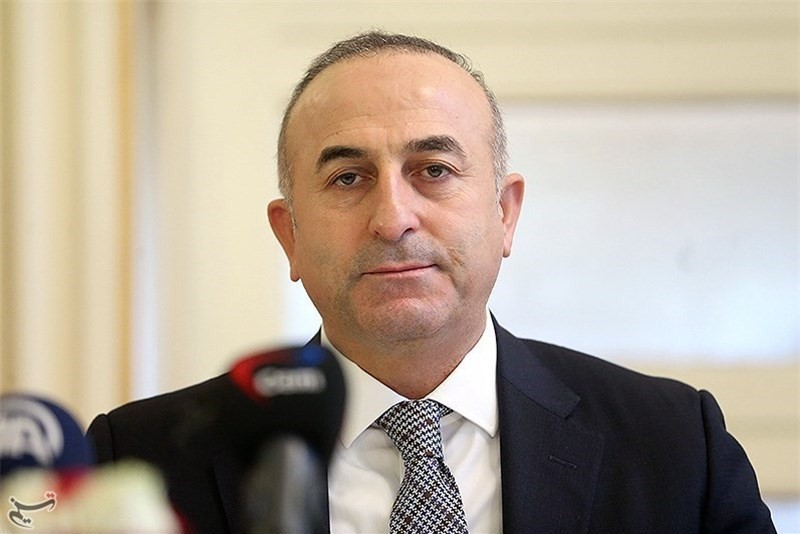
Mevlüt Çavuşoğlu

- al-Hudaida/Jemen: Bei saudischen Luftangriffen gegen schiitische Huthi-Rebellen sterben auf einem Marktplatz mindestens 26 Menschen.[49] Die Menschenrechtsorganisation Amnesty International (AI) kritisiert zudem die von Saudi-Arabien angeführte Militärkoalition wegen des Einsatzes geächteter Streumunition, die in Brasilien produziert wurde.[50]
- Antalaha/Madagaskar: Das nationale madagassische Amt für Risiken und Katastrophen gibt die Zerstörungen durch den Zyklon Enawo, der Madagaskar am 7. März erreichte, bekannt. Demnach sind in der Stadt Antalaha auf der Halbinsel Masoala die Hälfte der Wohnungen zerstört, landesweit starben durch das Wetterereignis schätzungsweise 50 Menschen, 180 Menschen sind verletzt und 58.000 Küstenbewohner obdachlos.[51]
- Damaskus/Syrien: Bei einem Doppel-Selbstmordattentat auf Busse mit irakischen Pilgern nahe dem Bab-as-Saghir-Friedhof in der Altstadt kommen mindestens 74 Menschen ums Leben und weitere 120 werden verletzt. Am Folgetag bekennt sich die salafistische Haiʾat Tahrir asch-Scham (vormals al-Nusra-Front) zu der Tat.[52][53]
- Den Haag/Niederlande: Die niederländische Regierung entzieht dem Flugzeug des türkischen Außenministers Mevlüt Çavuşoğlu (AKP) die Landeerlaubnis. Grund seien „Gefahren für die öffentliche Ordnung und Sicherheit“. Çavuşoğlu plante einen Auftritt vor Landsleuten in Rotterdam, um für das Verfassungsreferendum in der Türkei zu werben. Als Reaktion darauf lässt sich die in Deutschland weilende Familienministerin der Türkei Fatma Betül Sayan Kaya (AKP) per Pkw in die Niederlande fahren, die Rotterdamer Polizei stoppt sie allerdings und besteht auf Kayas Abreise. Diese widersetzt sich bis weit nach Mitternacht der Aufforderung. Während westliche Medien eine gewollte Eskalation durch die Regierung Erdoğan sehen, mutmaßlich um den nationalen Stolz der türkischen Abstimmungsberechtigten zu fördern, weisen AKP-nahe Medien auf Islamophobie, Türkenfeindlichkeit und Tendenzen zum Nationalsozialismus in Europa hin.[54][55][56]
- Detroit/Vereinigte Staaten: Vor dem US-Bundesbezirksgericht legt der Leiter der Rechtsabteilung des Volkswagen-Konzerns, Manfred Döss, für VW ein Schuldbekenntnis im Abgasskandal ab und bekennt sich damit gegenüber Ansprüchen der Environmental Protection Agency (EPA) und der United States Customs and Border Protection (CBP) für schuldig. Eine Entscheidung durch den Bundesrichter Sean F. Cox wird für den 21. April 2017 erwartet. Der VW-Konzern akzeptierte im Januar 2017 bereits Strafzahlungen in Höhe von 2,8 Milliarden US-Dollar wegen krimineller Vergehen. Hinzu kommen 1,5 Milliarden US-Dollar an zivilrechtlichen Bußgeldern.[57]
- Genf/Schweiz: Der Hohe Kommissar der Vereinten Nationen für Menschenrechte (OHCHR), Seid al-Hussein, wirft in einem Bericht der Türkei schwere Menschenrechtsverletzungen bei ihrem Vorgehen gegen militante Kurden im Südosten des Landes vor. So verübten die türkischen Streitkräfte und Sicherheitskräfte massive Zerstörungen, Tötungsdelikte und andere schwere Rechtsverletzungen zwischen Juli 2015 und Dezember 2016. Bis zu 500.000 Menschen wurden aus der Region vertrieben.[58]
- Sukma/Indien: Milizen der maoistischen CPI töten im Distrikt Sukma im Bundesstaat Chhattisgarh aus einem Hinterhalt heraus mindestens zwölf Angehörige der paramilitärischen Central Reserve Police Force (CRPF) und verletzen vier weitere.[59]

### Sonntag, 12. März 2017
- Addis Abeba/Äthiopien: Auf der wieder in Betrieb genommenen Mülldeponie Koshe sterben nach einem Erdrutsch mindestens 35 Menschen, die dort den Müll durchsuchten.[60]
- Gonaïves/Haiti: Ein Autobus fährt auf der Flucht vor der Verkehrspolizei in eine Menge von Straßenmusikern und tötet dabei 35 Menschen.[61]
- Leverkusen/Deutschland: Der katholische Bund der historischen deutschen Schützenbruderschaften, ein Dachverband für rund 1.300 Schützenbruderschaften mit rund 400.000 Mitgliedern in den sechs Diözesen Aachen, Essen, Köln, Münster, Paderborn und Trier, hebt einen früheren Beschluss auf, nach dem Homosexuelle nicht zusammen mit ihrem Lebenspartner als Königspaar auftreten dürfen, und öffnet die Mitgliedschaft außerdem für muslimische Schützen.[62]
- Metz/Frankreich: Auf der Suche nach dem Ursprung der subjektiv wahrgenommenen Türkenfeindlichkeit in Europa teilt Mevlüt Çavuşoğlu (AKP) seinen aktuellen Kenntnisstand mit: „Die Niederlande ist die Hauptstadt des Faschismus.“ Etliche Regierungen in Europa solidarisieren sich daraufhin mit der niederländischen Regierung. Dänemark sagt ein Treffen mit Binali Yıldırım, Ministerpräsident der Türkei, explizit wegen der Aussagen der Regierung Erdoğan über die Niederlande ab. Frankreich jedoch, das auch Çavuşoğlus Auftritt in Metz genehmigte, plant keine Einschränkungen.[63]
- Neu-Delhi/Indien: Die Ergebnisse der Regionalwahlen in den fünf indischen Staaten Goa, Manipur, Punjab, Uttar Pradesh und Uttarakhand mit rund 220 Millionen Wahlberechtigten werden veröffentlicht. Die regierende nationalistische Bharatiya Janata Party (BJP) gewinnt Stimmen hinzu. Im bevölkerungsreichsten Bundesstaat Uttar Pradesh erringt sie nach Angaben der Wahlkommission eine Zwei-Drittel-Mehrheit und in Uttarakhand die Mehrheit der Stimmen.[64]
- Rotterdam/Niederlande: Im Streit um Wahlkampfauftritte türkischer Politiker weisen die niederländischen Behörden in den frühen Morgenstunden die türkische Familienministerin Fatma Betül Sayan Kaya (AKP) wenige Stunden nach deren Einreise wieder aus. Die Polizei eskortiert sie zur niederländisch-deutschen Grenze. Vom Flughafen Köln/Bonn aus fliegt Kaya später in die Türkei. Mit Wasserwerfern und berittenen Einsatzkräften löst die Polizei zudem vor dem türkischen Konsulat in Rotterdam eine spontane Versammlung von türkischen Staatsbürgern und Sympathisanten auf. Die Türkei reagiert mit der Abriegelung der niederländischen Vertretungen in Ankara und Istanbul.[65][66]

### Montag, 13. März 2017

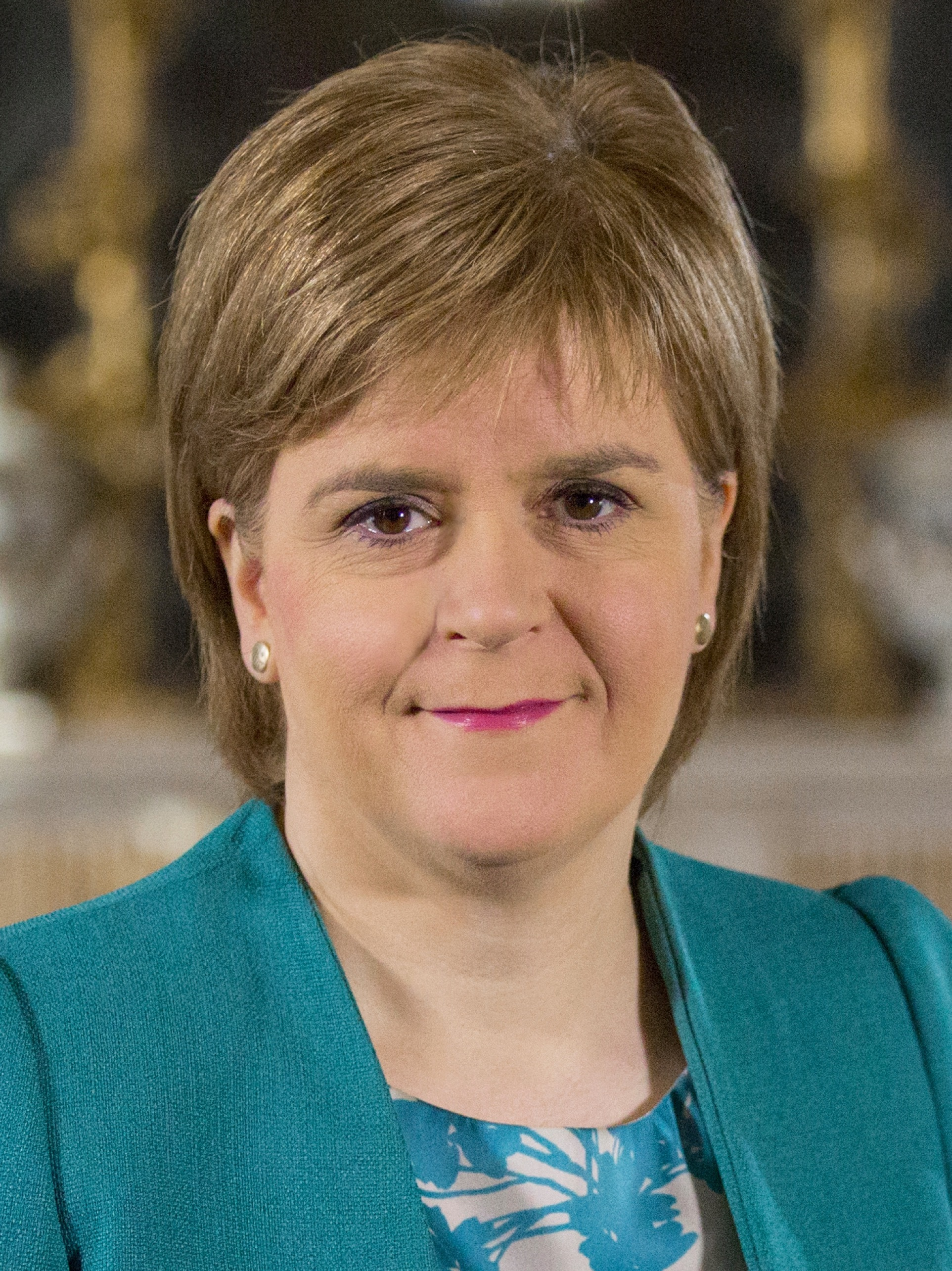
Nicola Sturgeon

- Budapest/Ungarn: Der Präsident der Republik Ungarn János Áder (Fidesz) wird im zweiten Wahlgang mit 131 zu 39 Stimmen gegen László Majtényi für weitere fünf Jahre im Amt bestätigt.[67]
- Edinburgh/Vereinigtes Königreich: Die schottische Regierung erklärt ihren Willen, mit der Regierung des Vereinigten Königreichs über ein Referendum zur vollständigen nationalen Souveränität zu verhandeln. Nach den Wünschen der Ersten Ministerin Nicola Sturgeon soll das Referendum über die Unabhängigkeit Schottlands 2018 oder 2019 stattfinden. Die Aktion weist auf harte innerbritische Verhandlungen zur Gestaltung des EU-Austritts des Vereinigten Königreichs hin. Schottland profitiert stärker von Transferleistungen aus EU-Programmen als England.[68]
- Lausanne/Schweiz: Das Bundesgericht entscheidet, dass die Eidgenössische Steuerverwaltung ein Amtshilfeersuchen zur Aufklärung von Steuerdelikten auch dann nicht zurückweisen darf, wenn das Ersuchen auf im Ausland gestohlenen Dokumenten beruht.[69]
- London/Vereinigtes Königreich: Das Unterhaus des Parlaments streicht die vom Oberhaus am 1. März eingebrachten Änderungen in das Gesetz über den EU-Austritt des Vereinigten Königreichs und verabschiedet den Text in seiner ursprünglichen Form. Anschließend stimmen die Mitglieder des Oberhauses unter Verzicht auf ihre Abänderungen dem Gesetz zu.[70]
- Santa Clara/Vereinigte Staaten: Der Halbleiterhersteller Intel übernimmt den Fahrerassistenzsystem-Entwickler Mobileye aus Israel. Die Kosten belaufen sich auf 14 Milliarden US-Dollar.[71]

### Dienstag, 14. März 2017

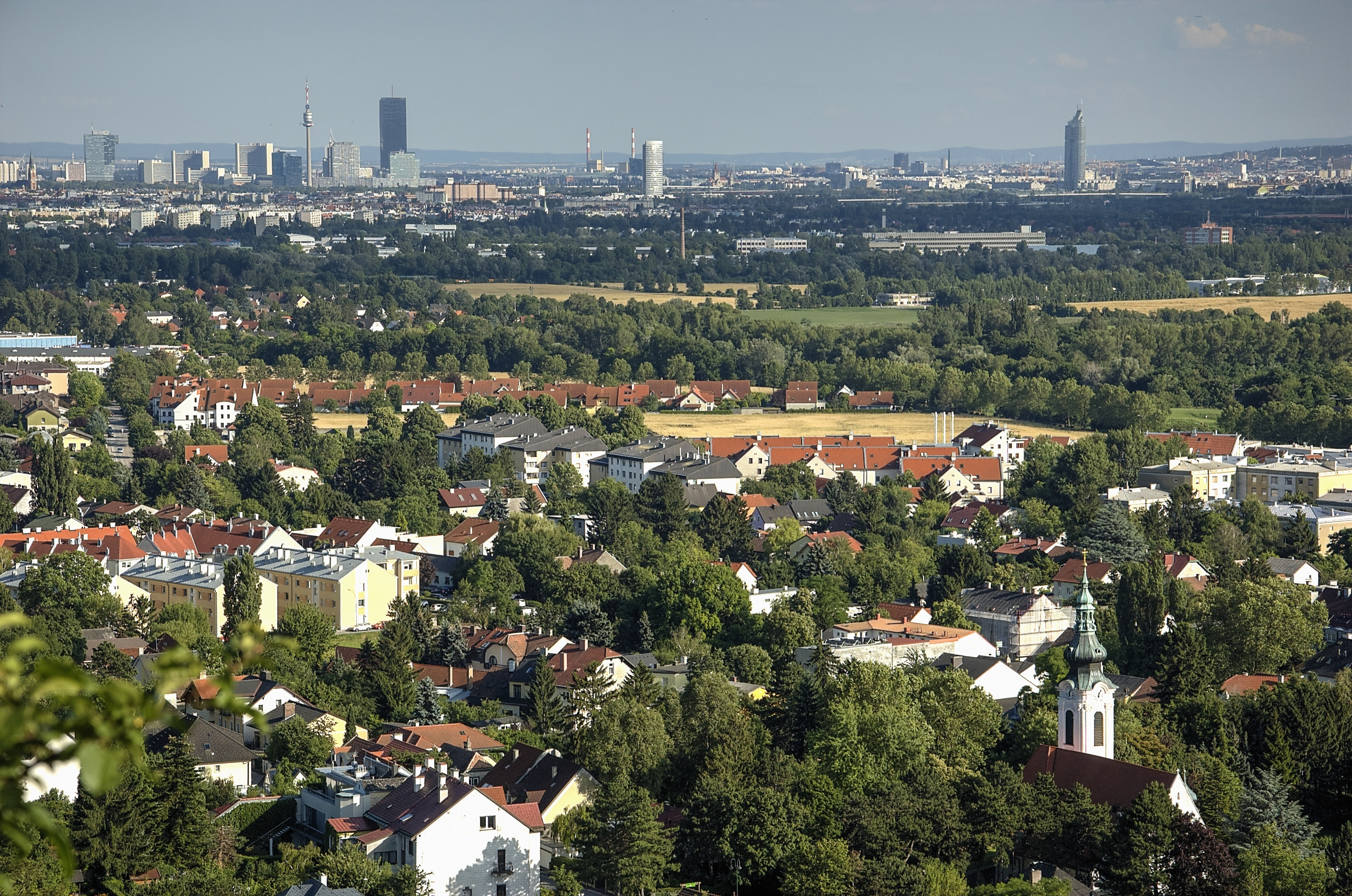
Wien

- Jakawa/Äthiopien: Mutmaßliche Angreifer der Murle-Bewegung aus dem Südsudan töten mindestens 28 Personen und verschleppen 43 Kinder aus der Gambela-Provinz.[72]
- Luxemburg/Luxemburg: Der Europäische Gerichtshof entscheidet, dass eine unternehmensinterne Regel, die das sichtbare Tragen jedes politischen, philosophischen oder religiösen Zeichens verbietet, keine unmittelbare Diskriminierung darstellt.[73]
- New York/Vereinigte Staaten: Die Unternehmensberatungsfirma Mercer veröffentlicht ihre jährliche Studie „Quality of Living“ und Wien, Österreich, führt die Liste der lebenswertesten Städte zum achten Mal in Folge an, diesmal vor Zürich, Schweiz, und Auckland, Neuseeland.[74]
- Peking/China: Die Volksrepublik bleibt trotz Ermahnung durch die Vereinten Nationen bei ihrem Standpunkt, dass die Philippinen das östlich der philippinischen Insel Luzon gelegene Benham-Archipel nicht zu ihrem Staatsgebiet rechnen dürfen. China drang in der Vergangenheit mehrfach mit Marineschiffen in das Seegebiet ein, um die „friedliche Durchfahrt zu testen“.[75]

### Mittwoch, 15. März 2017

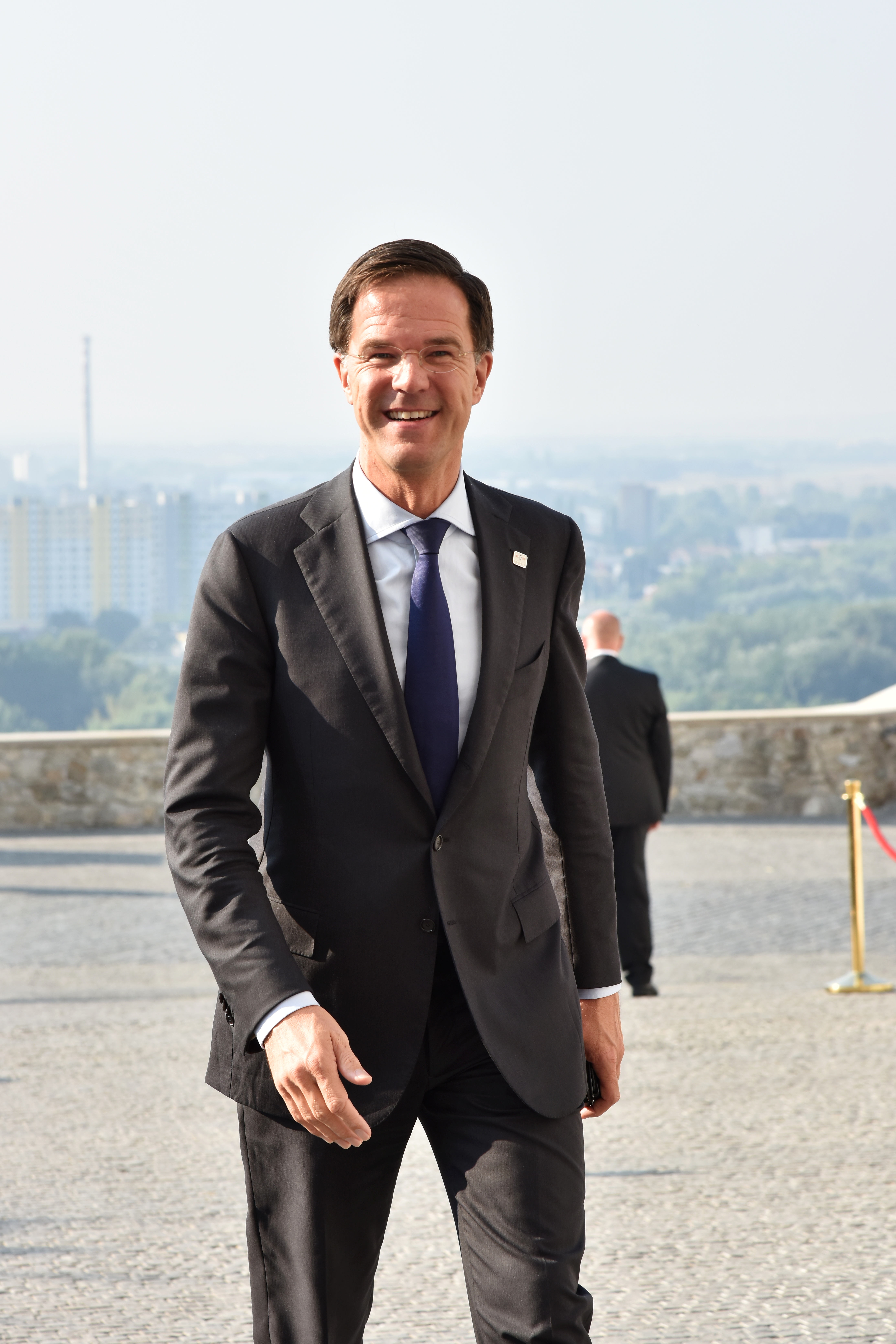
Mark Rutte

- Ankara/Türkei: Die Hacker-Gruppierung Cyber Warrior legt mit einem weltweiten Cyber-Angriff mehrere Twitter-Konten von Prominenten, Organisationen und Sportvereinen lahm und verbreitet Türkei-Propaganda.[76]
- Berlin/Deutschland: Bei der Poststelle des Finanzministeriums geht ein Paket mit einem Sprengstoff-Gemisch ein. Die Poststelle wird geräumt, das Gemisch wird unschädlich gemacht. Die griechische linksextremistische Terrorgruppe Verschwörung der Feuerzellen bekennt sich zu der Tat.[77]
- Damaskus/Syrien: Bei einem Selbstmordanschlag vor dem Palast der Justiz und einem zweiten Selbstmordanschlag im Stadtteil Rabwa sterben mindestens 39 Menschen, mehrheitlich Zivilisten. Als Urheber werden die Haiʾat Tahrir asch-Scham vermutet, die Ende Januar von Mitgliedern der Dschabhat Fatah asch-Scham, der Nour al-Din al-Zinki, der Liwa al-Haqq und anderer Gruppierungen gegründet wurden.[78][79]
- Den Haag/Niederlande: Die VVD von Ministerpräsident Mark Rutte kann bei der Parlamentswahl in den Niederlanden die vorher prognostizierten starken Einbußen verhindern und erhält wieder den höchsten Stimmenanteil. Auf Platz zwei der Wählergunst liegt die rechtspopulistische PVV von Geert Wilders.[80][81]
- Halle/Deutschland: Das Landgericht verurteilt Peter Fitzek, das selbsternannte Oberhaupt des Scheinstaats „Königreich Deutschland“, wegen schwerer Untreue und des Betreibens einer Bank ohne Erlaubnis durch die bundesdeutsche Finanzdienstleistungsaufsicht zu drei Jahren und acht Monaten Haft.[82]
- Honolulu/Vereinigte Staaten: Im Fall der Klage des Staats Hawaii gegen die Executive Order 13780 von US-Präsident Donald Trump, auch bekannt als „Muslim-ban“ (deutsch Moslem-Bann), legen Vertreter beider Seiten ihre Argumente vor Bezirksrichter Derrick Watson dar. Anschließend verhängt Watson eine vorübergehende Aussetzung der Order, die am 16. März wirksam werden sollte.[83]

### Donnerstag, 16. März 2017
- Aleppo/Syrien: Das Zentralkommando der U.S. Army in Tampa bestätigt die Bombardierung des Ortes Al-Dschinnah westlich von Aleppo. Ziel des Luftangriffs war ein Treffen von Al-Qaida-Mitgliedern. Die Syrische Beobachtungsstelle für Menschenrechte (SOHR) berichtet von 46 zivilen Todesopfern, hauptsächlich in einer Moschee, in der zu diesem Zeitpunkt ein Abendgebet stattfand. Die USA bestreiten einen gezielten Angriff auf die Moschee.[84][85]
- Ankara/Türkei: Das Land setzt den ersten Punkt des EU-Türkei-Abkommens vom 18. März 2016 im Rahmen der Flüchtlingskrise ab 2015 außer Kraft. Er besagt, dass „irreguläre Migranten“, die auf den griechischen Inseln ankommen und die kein Asyl beantragen oder deren Antrag als unbegründet oder unzulässig abgelehnt wird, auf Kosten der Europäischen Union in die Türkei zurückgebracht werden.[86]
- Grasse/Frankreich: Bei einem Amoklauf am Lycée Alexis de Tocqueville (Gymnasium) verletzt ein 16-jähriger Schüler mit mehreren Schusswaffen vier Menschen direkt, darunter den Schulleiter. Zehn Personen kommen auf der Flucht zu Schaden. Die Polizei kann den Täter festnehmen.[87]
- Paris/Frankreich: Eine explodierende Postwurfsendung verletzt im Gebäude des Internationalen Währungsfonds eine Frau. Es werden Überreste einer griechischen Briefmarke sichergestellt. Unterdessen teilen deutsche Behörden mit, dass die im Bundesministerium der Finanzen am Vortag abgefangene Paket-Bombe in Athen, Griechenland, abgeschickt wurde.[88][89]
- Ras Lanuf/Libyen: Die libysche Nationalarmee hat in schweren Gefechten mit den salafistischen Verteidigungsbrigaden Bengasis (BDB), zu der auch die Miliz Ansar al-Scharia gehört, den größten Ölverladeterminal in as-Sidr und die größte Erdölraffinerie in Ras Lanuf sowie den Flugplatz Ras Lanuf zurückerobert. Luftangriffe sollen den Rückmarsch der Verteidigungsbrigaden nach Kufra stoppen.[90][91]

### Freitag, 17. März 2017
- Berlin/Deutschland: Bundespräsident Joachim Gauck wird nach fünfjähriger Amtszeit mit einem großen Zapfenstreich verabschiedet. Einer seiner drei Musikwünsche ist das von Martin Luther verfasste Lied Ein feste Burg ist unser Gott.[92]
- Palmyra/Syrien: Vier israelische Kampfflugzeuge greifen erneut Ziele in Syrien an, darunter mutmaßliche Stellungen der schiitischen Hisbollah-Miliz. Die syrischen Streitkräfte feuern mehrere Luftabwehrraketen ab. Eine syrische Rakete wird nördlich von Jerusalem im Westjordanland vom Raketenabwehrsystem Iron Dome neutralisiert.[93]
- Peking/China: Die Volksrepublik und Saudi-Arabien vereinbaren bei einem Staatsbesuch des saudischen Königs Salman ibn Abd al-Aziz engere wirtschaftliche Kooperation. Mit Hilfe von al-Aziz will China seine Transportwege Richtung Westen ausbauen. Dafür und für weitere gemeinsame Projekte planen beide Länder Investitionen im Wert von mehreren Milliarden US-Dollar.[94]
- Washington, D.C./Vereinigte Staaten: Der Präsident der Vereinigten Staaten Donald Trump empfängt erstmals Bundeskanzlerin Angela Merkel zum Staatsbesuch. Mit dabei ist eine Wirtschaftsdelegation, darunter auch die Vorstandschefs von Siemens, Joe Kaeser, und BMW, Harald Krüger.

### Samstag, 18. März 2017
- Homs/Syrien: Nach einer Einigung im Bürgerkrieg zwischen der syrischen Regierung und Oppositionsvertretern verlassen unter Beobachtung des Syrischen Arabischen Roten Halbmonds (SARC) und russischer Soldaten bis zu 500 Rebellen mit ihren Familien das seit 2013 belagerte westliche Stadtviertel Al-Waer in bereitgestellten Bussen. Weitere 12.000 Menschen, darunter rund 2.500 Rebellen, sollen in den nächsten Wochen folgen.[95]
- Saint-Georges/Französisch-Guayana: Die 2011 fertiggestellte 378 Meter lange Brücke über den Oyapock wird für den Verkehr freigegeben. Sie verbindet die Grenzgemeinde Saint-Georges im EU- und NATO-Territorium von Französisch-Guyana mit der brasilianischen Grenzstadt Oiapoque.[96]

### Sonntag, 19. März 2017
- Berlin/Deutschland: Der von der Bundesversammlung am 12. Februar gewählte SPD-Politiker Frank-Walter Steinmeier tritt sein Amt als Bundespräsident an.[97]
- Berlin/Deutschland: Auf dem außerordentlichen Bundesparteitag der SPD in der Arena Berlin im Ortsteil Alt-Treptow wird der ehemalige EU-Parlamentspräsident Martin Schulz zum neuen Parteivorsitzenden gewählt und löst damit Sigmar Gabriel ab.[98]
- Damaskus/Syrien: Bei Gefechten zwischen der Dschabhat Fatah asch-Scham und regierungstreuen Einheiten al-Assads sterben 21 Menschen. Gewalttätige Auseinandersetzungen in der syrischen Hauptstadt sind im seit 2011 andauernden Bürgerkrieg, im Vergleich zu anderen Städten, die Ausnahme.[99]
- Gardez/Afghanistan: Bei einem Drohnenangriff der US-Streitkräfte in der Provinz Paktia wird der Al-Qaida-Terrorist Qari Yasin getötet. Nach US-Angaben soll er für den Bombenanschlag auf das Marriott-Hotel in Islamabad 2008 und den Angriff auf das Cricketteam Sri Lankas in Lahore 2009 verantwortlich gewesen sein. Der US-Angriff wird erst am 26. März bekanntgegeben.[100]
- Lima/Peru: Nach Angaben des Nationalen Katastrophenschutzzentrums kamen seit Jahresbeginn durch Überschwemmungen und Erdrutsche bereits mindestens 72 Menschen ums Leben. In vielen Städten gilt der Notstand und rund 72.000 Menschen sind obdachlos. Die Stadt Trujillo wurde überspült. Als ein Grund gilt das Klimaphänomen El Niño.[101]
- Orly/Frankreich: Im Terminal Süd des Flughafens Paris-Orly entwendet um 8.30 Uhr ein unter Drogen stehender 39-Jähriger einer Soldatin die Dienstwaffe und wird bei dieser Aktion von weiteren Soldaten tödlich verletzt. Zuvor griff er am selben Morgen Polizisten im Norden von Paris mit einer Schusswaffe an. Nach Medienberichten entwickelte sich der Sohn nordafrikanischer Eltern während einer Haftstrafe zu einem radikalen Islamisten.[102]
- São Paulo/Brasilien: Im Rahmen der Operação Carne Fraca der Polícia Federal werden mehr als 20 Verdächtige verhaftet, die in einem Fleischskandal verwickelt sind. Betroffen sind auch der größte Fleischexporteur JBS S. A. und das Unternehmen BRF, Inhaber von Marken wie Friboi, Sadia und Perdigao. Zudem wurden bislang 33 Lebensmittelkontrolleure entlassen, drei Produktionsstätten sind geschlossen und 21 Betriebe unterliegen Sonderbeobachtung.[103][104][105] Am 25. März 2017 ordnete die Europäische Union den Importstopp für Fleisch von 21 brasilianischen Unternehmen an.[106]
- Sitten/Schweiz: Im zweiten Wahlgang der Staatsrats- und Grossratswahlen im Kanton Wallis erreicht Oskar Freysinger (SVP) nicht die notwendige Stimmenzahl, um im fünfköpfigen Staatsrat zu bleiben. Er wurde 2010 wegen rassistischer Äußerungen landesweit bekannt. Neu im Gremium sind Roberto Schmidt, Christophe Darbellay und Frédéric Favre.[107]
- Bonn/Deutschland: Sprengung des Bonn-Centers[108]

### Montag, 20. März 2017
- Dili/Osttimor: Präsidentschaftswahlen
- Washington, D.C./Vereinigte Staaten: In einer Anhörung bestätigt FBI-Direktor James Comey, dass sein Dienst die Verbindungen zwischen dem Lager von Donald Trump und russischen Offiziellen im Zusammenhang mit der russischen Einflussnahme auf den US-Wahlkampf untersucht. Mit diesen Angriffen und ihrem Einfluss auf den Ausgang der US-Präsidentschaftswahl 2016 beschäftigt sich auch die NSA.[109]

### Dienstag, 21. März 2017
- al-Mansura/Syrien: Die Syrian Arab News Agency (Sana) und die Syrische Beobachtungsstelle für Menschenrechte (SOHR) berichten von 33 Todesopfern durch Luftangriffe der US-geführten Koalition auf eine Schule in al-Mansura.[110][111]
- Kapitan Andreewo/Bulgarien: Anhänger der nationalistischen Vereinigten Patrioten blockieren den größten bulgarisch-türkischen Grenzübergang zwischen Kapitan Andreewo und Kapıkule sowie weitere Übergangsstellen. Etwa 10 % der Einwohner des EU-Mitgliedstaats, dessen Bevölkerung am 26. März ein neues Parlament wählt, sind Türken. Die Nationalisten gehen davon aus, dass türkische Kräfte die Wahlentscheidung dieser Minderheit beeinflussen wollen.[112]
- Köln/Deutschland: Die Koordinierungsstelle der türkischen Partei AKP von Staatspräsident Recep Tayyip Erdoğan erklärt den Verzicht auf Wahlkampfauftritte türkischer Regierungspolitiker in Deutschland vor der Volksabstimmung über die Einführung des Präsidialsystems in der Türkei. Die deutsche Regierung und v. a. kommunale Entscheidungsträger schwankten in dieser Frage zwischen dem Recht auf Meinungsfreiheit und dem international vereinbarten Verbot von Wahlkampf auf ausländischem Territorium.[113]

### Mittwoch, 22. März 2017
- Berlin/Deutschland: Das Bundeskabinett beschließt eine Gesetzesvorlage, nach der alle nach § 175 StGB verurteilten Männer nicht mehr als vorbestraft gelten. Geplant ist auch eine finanzielle Einmalentschädigung für die Verurteilung sowie für Haftstrafen. Bis zur Streichung 1994 sah § 175 eine bis zu fünfjährige Freiheitsstrafe für Unzucht zwischen Männern vor.[114]
- Kiew/Ukraine: Das Land verhängt ein Einreiseverbot gegen die russische Sängerin Julija Samoilowa, weil sie 2015 die Autonome Republik Krim bereiste, die nach internationaler Auffassung unverändert zum Staatsgebiet der Ukraine gehört. Samoilowa ist die designierte Vertreterin Russlands beim Eurovision Song Contest 2017 in Kiew.[115]
- London/Vereinigtes Königreich: Ein Mann aus der Gruppe der Britisch-Pakistaner lenkt sein Fahrzeug in Passanten auf der Westminster Bridge. Mindestens zwei Zivilisten sterben, weitere Personen erleiden ernste bis tödliche Verletzungen an der Wirbelsäule. Anschließend attackiert der Täter an einem Zugang zum Gelände des Gebäudes des britischen Parlaments einen Beamten mit einem Messer, verwundet ihn tödlich und wird dann von Polizeikräften erschossen.[116]
- Luzern/Schweiz: Bei der Entgleisung eines Eurocity-Zugs werden sieben Menschen verletzt.
- Paris/Frankreich: Die Autorité de la Concurrence (Wettbewerbsbehörde) verhängt eine Strafe in Höhe von 100 Millionen Euro gegenüber dem französischen Energiekonzern Engie (bis 2015: GDF Suez) wegen Missbrauchs seiner marktbeherrschenden Stellung auf dem Gasmarkt ab 2007.[117][118]

### Donnerstag, 23. März 2017
- Amman/Jordanien: Das 34. Gipfeltreffen der Arabischen Liga beginnt.[119]
- Antwerpen/Belgien: Ein aus Tunesien stammender, in Frankreich lebender Mann fährt mit einem Pkw in „hoher Geschwindigkeit“ durch die Innenstadt und nötigt Passanten zum Ausweichen. Da er einen Tarnanzug trägt und in seinem Pkw Waffen mit sich führt, ist eine Straftat wahrscheinlich. Die Polizei stoppt den Autofahrer. Wegen versuchten Mordes, versuchter Körperverletzung aus terroristischen Motiven und Verstößen gegen das Waffengesetz wird er in Untersuchungshaft genommen.[120][121]
- Balaklija/Ukraine: In der Oblast Charkiw gerät das fast vier Quadratkilometer große Munitionsdepot der ukrainischen Streitkräfte mit 138.000 Tonnen Artilleriemunition und Waffen in Brand. Es besteht der Verdacht auf Sabotage. 20.000 Bewohner der Stadt werden evakuiert.[122]
- Danzig/Polen: Das Muzeum II Wojny Światowej (deutsch Museum des Zweiten Weltkriegs) wird offiziell eröffnet.[123]
- Frankfurt am Main/Deutschland: Die Europäische Zentralbank (EZB) hat 474 Finanzinstituten in der Eurozone im Rahmen der letzten Vergaberunde der Targeted Long-Term Refinancing Operation (TLTRO II) Langfrist-Darlehen zum Nullzinssatz in Höhe von 233,47 Milliarden Euro mit Fälligkeit 24. März 2021 erteilt. Bei der vorletzten Vergaberunde im Dezember 2016 hatten sich nur rund 200 Banken beteiligt, die sich damals Darlehen im Volumen von 62,2 Milliarden Euro sicherten. Das sogenannte TLTRO-Programm der EZB soll die Konjunktur mit billigem Geld ankurbeln und eine höhere Inflationsrate in der Eurozone begünstigen.[124]
- Jerusalem/Israel: Die Bombendrohungen gegen 120 jüdische Einrichtungen in Kanada und den Vereinigten Staaten seit Anfang dieses Jahres haben ihren Ursprung mutmaßlich in Israel. Dort verhaftete die Spezialeinheit Lahav 433 einen tatverdächtigen 19-jährigen Hacker jüdischen Glaubens.[125]
- Kiew/Ukraine: Der ehemalige Abgeordnete im Parlament der Russischen Föderation Denis Woronenkow (KPRF) wird erschossen. Mit seiner Frau Marija Maksakowa-Igenbergs setzte er sich im Dezember 2016 aus Russland in die Ukraine ab und wurde von Russland zur internationalen Fahndung ausgeschrieben. Woronenkows Mörder verstirbt am selben Tag im Krankenhaus.[126]
- Leipzig/Deutschland: Natascha Wodin, Barbara Stollberg-Rilinger und Eva Lüdi Kong werden mit dem Preis der Leipziger Buchmesse ausgezeichnet.[127]
- Mossul/Irak: Beim Vorrücken der 9. Division der irakischen Streitkräfte und ihrer Verbündeten im westlichen, von der Terrororganisation Islamischer Staat (IS) besetzten Teil der Stadt ereignet sich eine Detonation, in deren Folge irakische Soldaten die Überreste von über 100 Menschen entdecken.[128]

### Freitag, 24. März 2017
- Berlin/Deutschland: Der Bundestag stimmt für die Einführung einer Infrastrukturabgabe für Pkw-Fahrer, obwohl einige deutsche Nachbarländer ankündigen, gegen eine Abgabe dieser Art Klage beim Gerichtshof der Europäischen Union einzureichen.[129]
- Grosny/Russland: Die Terrororganisation Islamischer Staat (IS) bekennt sich zum Anschlag auf einen Stützpunkt der russischen Nationalgarde (Rosgwardija) in der Region Naursky im Norden von Tschetschenien. Dabei werden sechs russische Nationalgardisten und sechs Terroristen getötet.[130]
- Kairo/Ägypten: Der 88-jährige Husni Mubarak, ägyptisches Staatsoberhaupt von 1981 bis 2011, wird nach sechs Jahren vorzeitig aus der Haft entlassen.[131]
- München/Deutschland: Das deutsche Textilunternehmen Roeckl meldet Insolvenz in Eigenverwaltung an.[132]

### Samstag, 25. März 2017
- al-Arisch/Ägypten: Bei erneuten islamistischen Angriffen werden vier ägyptische Soldaten getötet und mehrere Sprengfallen zerstören das Gebäude einer Einrichtung der Azhar-Universität.[133] Erst am 23. März kamen bei Feuergefechten im Nordsinai zwischen den ägyptischen Streitkräften und Anhängern des Islamischen Staates (IS) mindestens 10 Soldaten und 15 Terroristen ums Leben.[134]
- Kananga/DR Kongo: Milizionäre der Kamwina-Nsapu greifen einen Polizeikonvoi in der Ortschaft Kasanisha in der Provinz Kasaï-Central an und töten mindestens 42 Polizisten. Die meisten Opfer seien enthauptet, die übrigen erschossen worden. Die Rebellen erbeuteten zudem auch Waffen und Munition.[135]

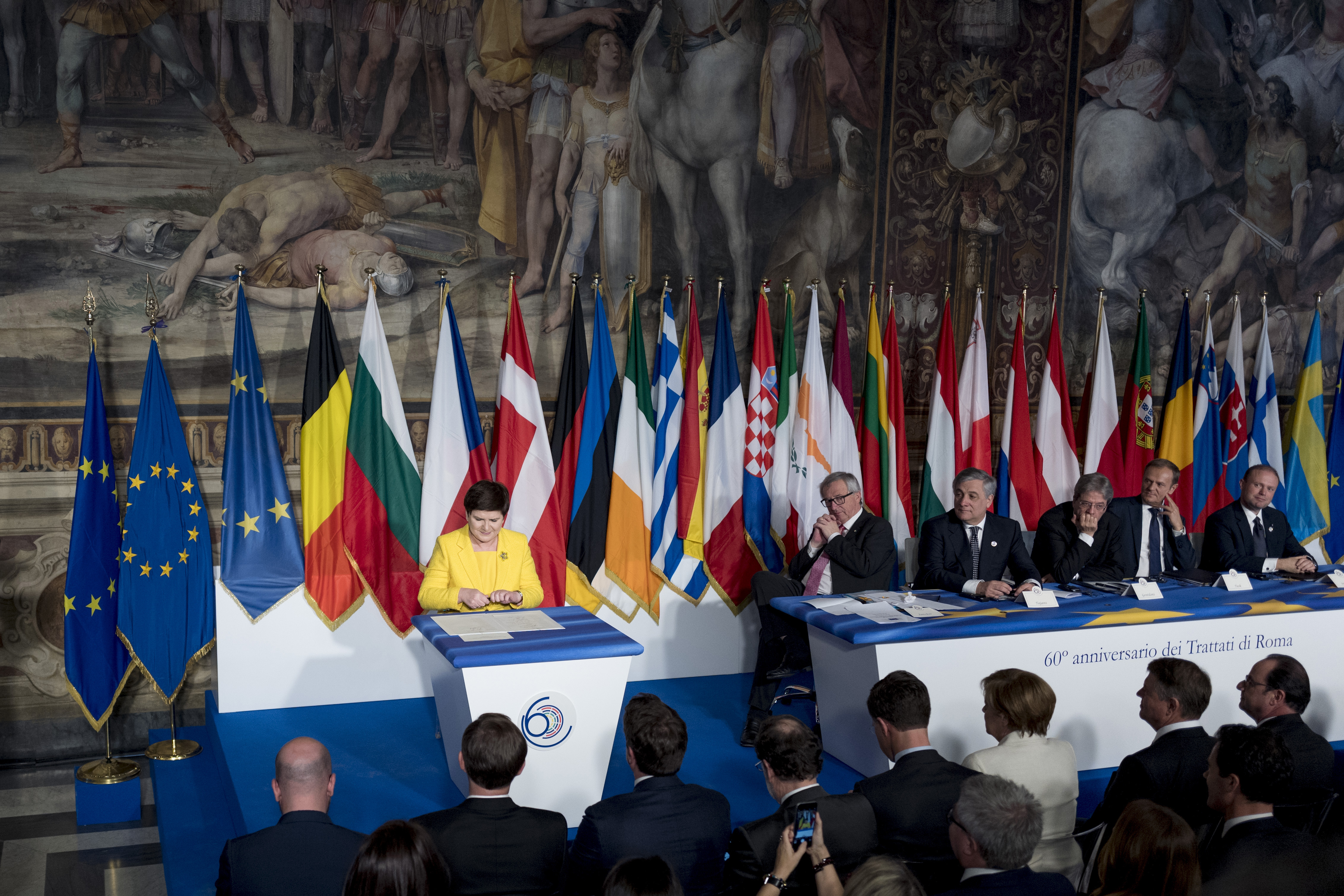
Beata Szydło bei der Unterzeichnung der Erklärung von Rom

- Rom/Italien: Die Staats- und Regierungschefs der Europäischen Union (EU) mit Ausnahme des Vereinigten Königreichs unterzeichnen bei einem Treffen anlässlich des 60. Jahrestages der Unterzeichnung der Römischen Verträge gemeinsam mit dem Rat, dem Parlament und der Kommission die Erklärung von Rom zur Zukunft des Staatenverbunds. Laut Erklärung wollen die Unterzeichner die EU „stärker und resilienter“ machen.[136]

### Sonntag, 26. März 2017
- ath-Thaura/Syrien: Die Tabqa-Talsperre wird nach schweren Angriffen zwischen den von den USA unterstützten Demokratischen Kräfte Syriens (SDF) gegen die Terrororganisation Islamischer Staat (IS) außer Betrieb gesetzt. Nach Angaben der Nachrichtenagentur AFP können die Techniker wegen einer Beschädigung der Stromversorgung den Staudamm nicht mehr steuern und es stehe kein Personal für Reparaturarbeiten zur Verfügung.[137]

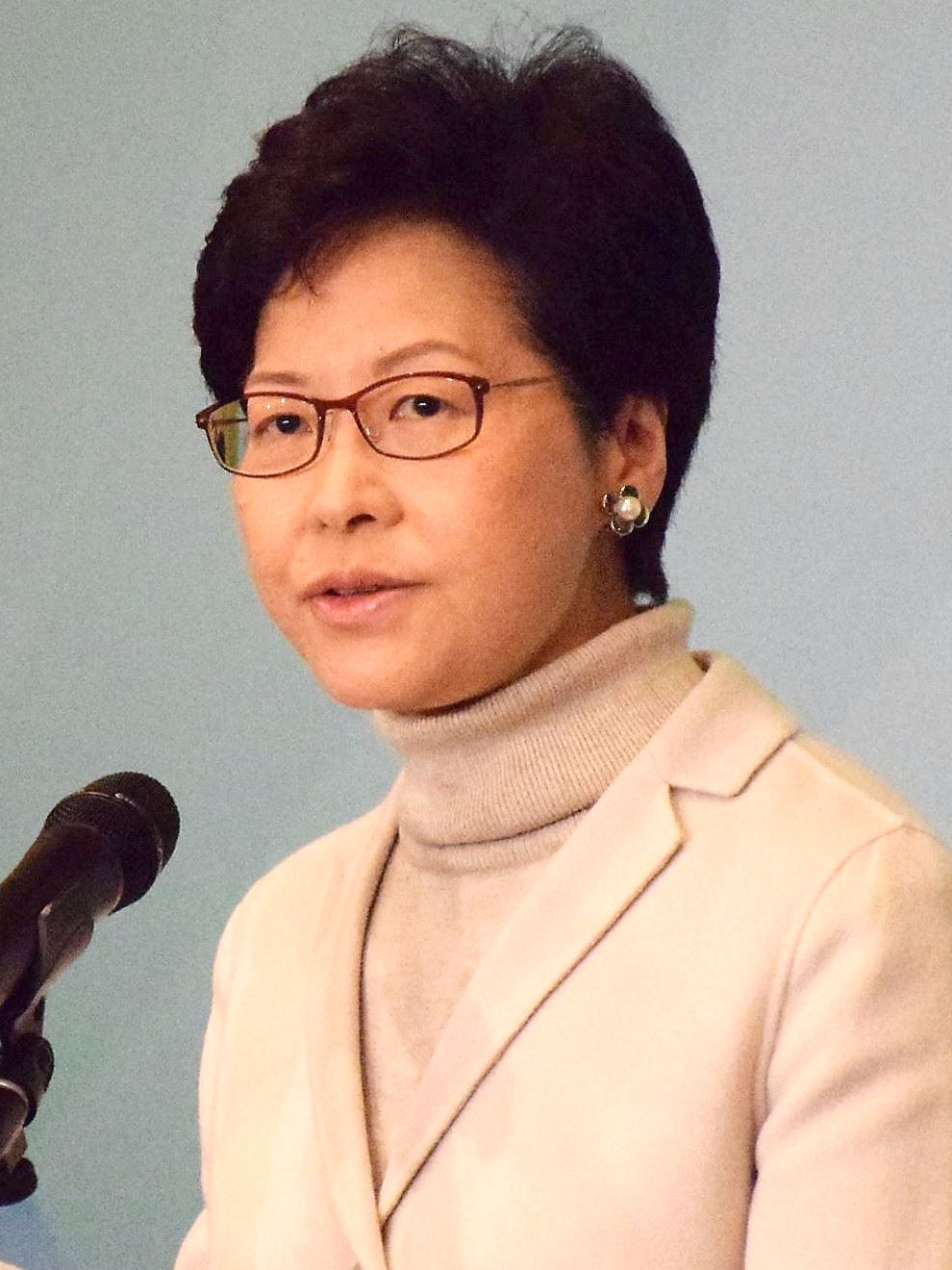
Carrie Lam wird Regierungschefin in der chinesischen Sonderverwaltungszone Hongkong

- Hongkong/China: Bei der Wahl im Hongkonger Legislativrat wird die bisherige Verwaltungschefin Carrie Lam zur neuen Regierungschefin in der Sonderverwaltungszone der Volksrepublik China gewählt. Die chinesische staatliche Nachrichtenagentur Xinhua verkündete das Ergebnis noch während die öffentliche Auszählung lief und die endgültigen offiziellen Zahlen nicht geprüft und amtlich vorgelegt waren.[138]
- Kramatorsk/Ukraine: Beim Absturz eines Mehrzweckhubschraubers vom Typ Mil Mi-2 der ukrainischen Streitkräfte nahe dem Dorf Malyniwka in der Oblast Donezk kommen alle fünf Insassen ums Leben.[139]
- Saarbrücken/Deutschland: Die CDU von Ministerpräsidentin Annegret Kramp-Karrenbauer wird bei der Landtagswahl im Saarland mit Abstand stärkste Kraft vor der SPD, den Linken und der AfD. Die Grünen und die Piratenpartei scheitern nach 13 beziehungsweise fünf Jahren im Landtag an der Fünf-Prozent-Hürde.[140][141]
- Sofia/Bulgarien: Bei der vorgezogenen Parlamentswahl erreicht die regierende konservative GERB-Partei von Ministerpräsident Bojko Borissow 32,6 Prozent der Stimmen und verfügt damit über 96 von 240 Sitzen im Parlament. Die Bulgarische Sozialistische Partei (BSP) erhält 27 Prozent der Stimmen und 79 Sitze.[142]
- Teheran/Iran: Die iranische Regierung unter Hassan Rohani verhängt Wirtschaftssanktionen gegen 15 US-amerikanische Unternehmen wegen der Unterstützung für Israel, des Terrorismus und der Repression im Nahen Osten. Darunter die ITT Corporation, die Waffenhersteller Bushmaster Firearms, Magnum Research, Raytheon und United Technologies sowie der Nutzfahrzeughersteller Oshkosh Corporation und die Immobilienfirma Re/Max Real Estate. Diese gelten aber als weitgehend symbolischer Natur, da die US-Unternehmen keine Beziehungen zur iranischen Wirtschaft unterhalten.[143]

### Montag, 27. März 2017

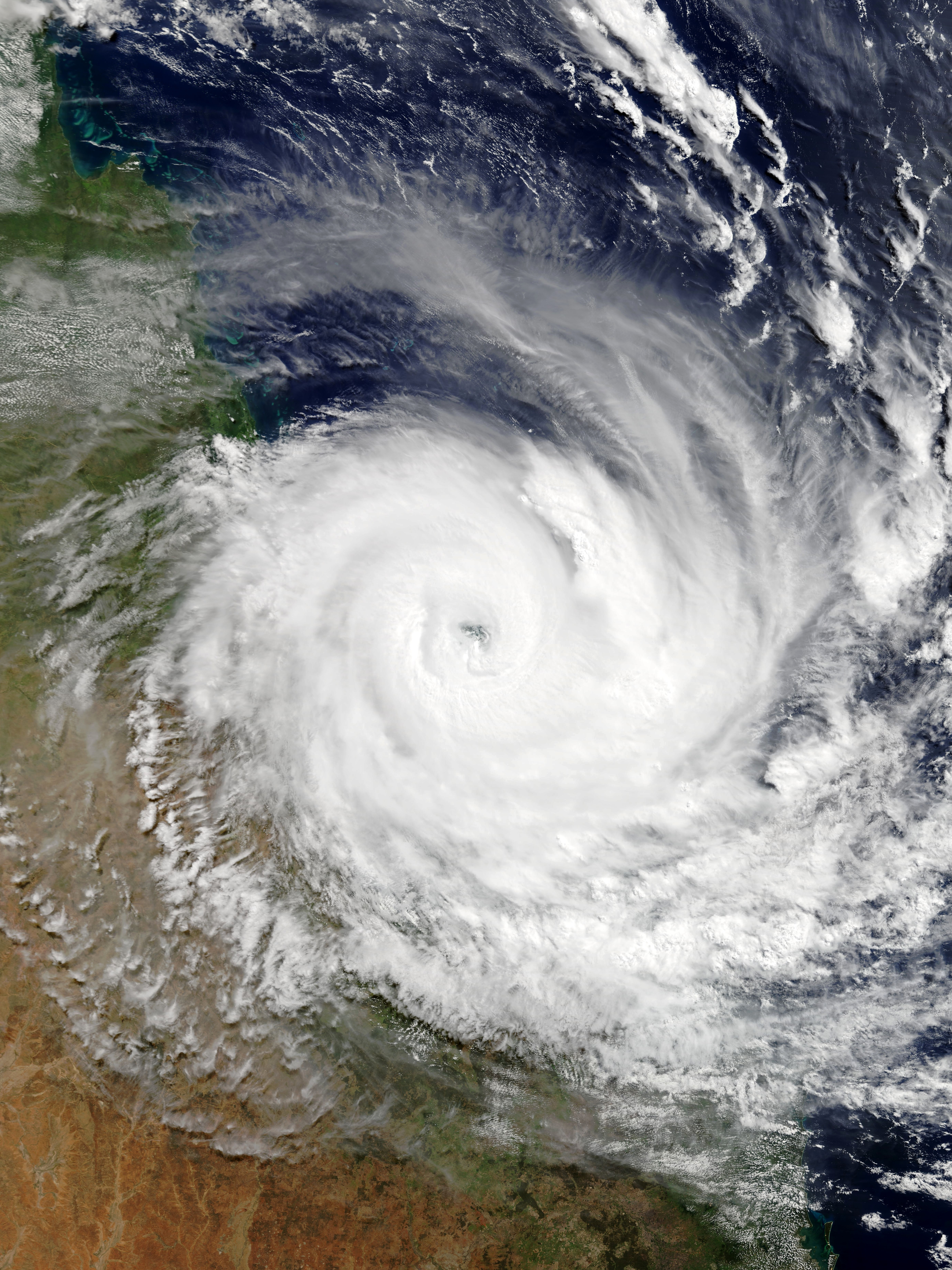
Der Wirbelsturm Debbie an der Nordostküste Australiens

- Kasaï-Oriental/DR Kongo: Bei Unruhen in der Region Kasaï-Oriental sterben 40 Polizisten, zudem werden die zwei Leichen der zuvor entführten schwedischen Grünen-Politikerin Zaida Catalán und des Amerikaners Michael Sharp gefunden, die als Teil der UN-Friedensmission Monusco im Land waren.[144]
- Somaliland/Somalia: Präsidentschafts- und Parlamentswahl in Somaliland 2017, das völkerrechtlich ein Teil von Somalia ist und nach internationaler Anerkennung als souveräner Staat strebt.
- Whitsunday Region/Australien: Der Zyklon der Kategorie 4, Debbie verwüstet zwischen Bowen und Airlie Beach, weite Teile im Nordosten von Queensland.[145]

### Dienstag, 28. März 2017
- Edinburgh/Schottland: Das schottische Parlament stimmt für ein erneutes Unabhängigkeitsreferendum.[146]
- Mittelmeer/Libyen: Vor der Küste Libyens ertrinken mutmaßlich mindestens 140 Menschen.[147]

### Mittwoch, 29. März 2017

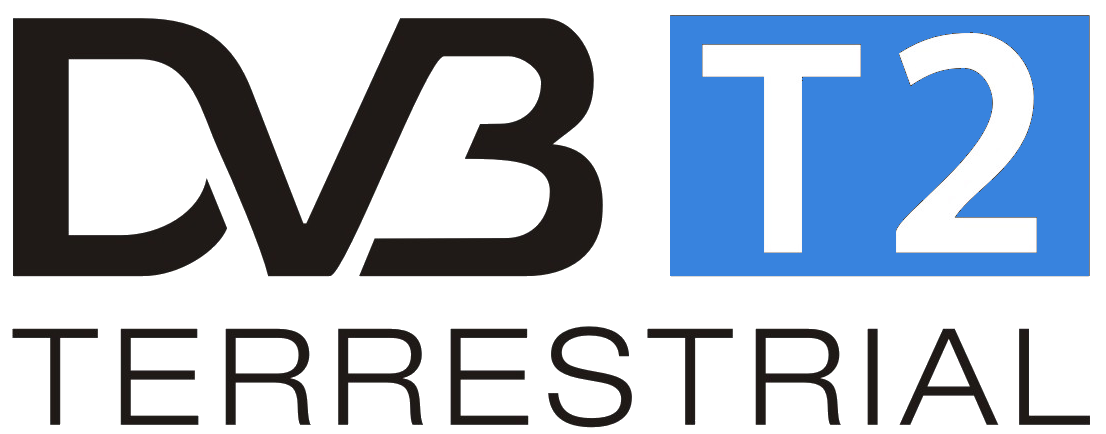
Logo des DVB-T2-Standards

Vereinigtes Königreich (orange) und die übrigen EU-Staaten (blau)

- Berlin/Deutschland: Ab 0.00 Uhr wird in mehreren Senderegionen das digitale Antennenfernsehen vom Standard DVB-T auf DVB-T2 HD umgestellt. Bis Sommer 2018 folgen alle übrigen Regionen. Der neue Standard ist nicht abwärtskompatibel mit DVB-T. Die Zahl der Nutzer, die bis heute primär DVB-T zum Fernsehempfang verwendeten, liegt landesweit unter zwei Millionen.[148]
- Brüssel/Belgien: Der Austrittsprozess des Vereinigten Königreichs („Brexit“) gemäß Art. 50 des EU-Vertrags wird durch die Mitteilung der britischen Regierung an den Europäischen Rat rechtlich wirksam in die Wege geleitet.[149]

### Donnerstag, 30. März 2017
- Kennedy Space Center/USA: Mit einer wiederverwendeten Raketen-Erststufe der Falcon 9 gelingt dem Raumfahrtunternehmen SpaceX bei der Mission SES-10 sowohl der Transport der Zweitstufe und dem namensgebenden Kommunikationssatelliten SES-10 in den Weltraum, als auch eine erneute Landung auf dem autonomen Landeplatzschiff im Atlantik.[150]

### Freitag, 31. März 2017
- Marl/Deutschland: Bei der Verleihung des Grimme-Preises wird Jan Böhmermann in der Kategorie Unterhaltung für eine Folge der Sendung Neo Magazin Royale ausgezeichnet.[151]
- Mocoa/Kolumbien: Sintflutartige Regenfälle lösen eine Schlammlawine aus, die große Zerstörungen in der Gemeinde Mocoa verursacht. Fast die Hälfte der Stadt wurde zerstört; mindestens 283 Menschen werden getötet und mehr als 400 werden vermisst.[152]
- Südatlantik: Der südkoreanische Eisenerz-Frachter „Stellar Daisy“ kentert nach einem Wassereinbruch und ist nach Vermutungen von Experten 2500 km vor der uruguayischen Küste gesunken. Zwei der 24 Seeleute konnten bisher von einem Floß gerettet werden.[153]

## Weblinks

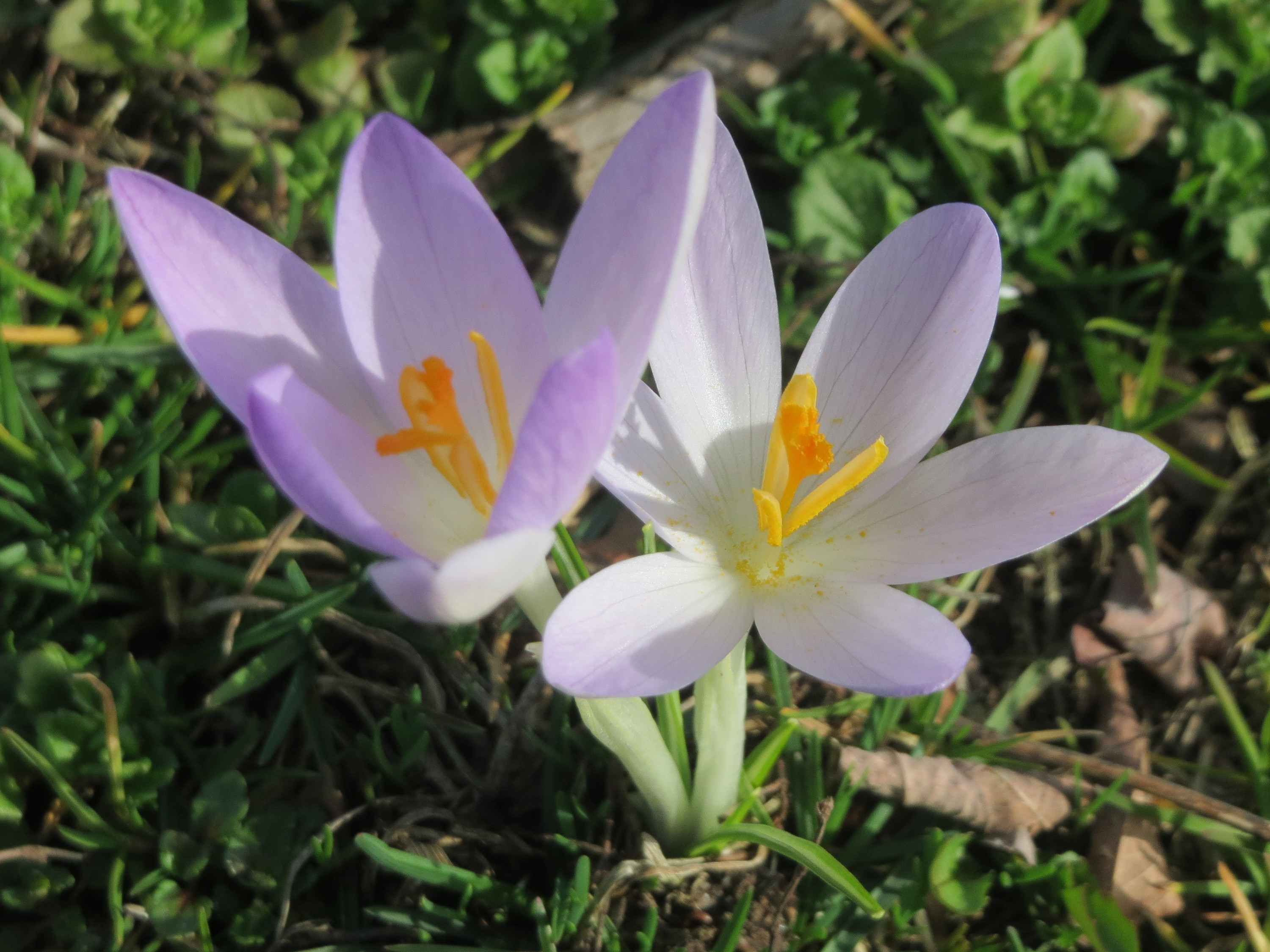
Baden-Württemberg im März 2017 (Crocus tommasinianus)